# ورگت دو بیرون
ورگت دو بیرون (به فرانسوی: Vergt-de-Biron) یک کمون در فرانسه است که در Canton of Monpazier واقع شده‌است.

## خصوصیات
ورگت دو بیرون ۱۶٫۱۷ کیلومترمربع مساحت و ۱۸۸ نفر جمعیت دارد و ۱۹۰ متر بالاتر از سطح دریا واقع شده‌است.